# Furunkel
Furunkel eller furunculus er en infektion i huden, udgående fra en hårfollikel. Infektionen er forårsaget af staphylococcus aureus. Der er nekrose omkring hårfolliklen og den tilstødende hud.
Flere furunkler sammen kaldes en karbunkel.
Abscessen skal normalt åbnes kirurgisk og lokalbehandles med antibiotika.